# Nuevo Progreso
Nuevo Progreso é um município da Guatemala do departamento de San Marcos.